# Campionati europei di biathlon 2014
I Campionati europei di biathlon 2014 sono stati la 21ª edizione della manifestazione. Si sono svolti a Nové Město na Moravě, nella Repubblica Ceca, dal 27 gennaio al 4 febbraio 2014.

## Programma
| Giorno      | Ora (UTC+1) | Evento                                |
| ----------- | ----------- | ------------------------------------- |
| 29 gennaio  | 10:00       | 12,5 km individuale junior F          |
| 29 gennaio  | 13:30       | 15 km individuale junior M            |
| 30 gennaio  | 10:00       | 15 km individuale F                   |
| 30 gennaio  | 13:30       | 20 km individuale M                   |
| 31 gennaio  | 10:00       | 7,5 km sprint junior F                |
| 31 gennaio  | 13:00       | 10 km sprint junior M                 |
| 1º febbraio | 9:30        | 7,5 km sprint F                       |
| 1º febbraio | 12:45       | 10 km sprint M                        |
| 2 febbraio  | 9:15        | 10 km inseguimento F                  |
| 2 febbraio  | 10:15       | 10 km inseguimento junior F           |
| 2 febbraio  | 12:30       | 12,5 km inseguimento M                |
| 2 febbraio  | 13:30       | 12,5 km inseguimento junior M         |
| 3 febbraio  | 12:00       | Staffetta mista 2x6 + 2x7,5 km junior |
| 4 febbraio  | 10:00       | Staffetta 4x6 km F                    |
| 4 febbraio  | 13:00       | Staffetta 4x7,5 km M                  |

## Podi

### Uomini
| Evento               | Oro                                                            | Tempo     | Argento                                                                                       | Tempo     | Bronzo                                                                 | Tempo     |
| 20 km individuale    | Andrejs Rastorgujevs                                           | 52'17"6   | Benedikt Doll                                                                                 | 52'17"9   | Maksim Cvetkov                                                         | 53'32"4   |
| 10 km sprint         | Lars Helge Birkeland                                           | 22'40"1   | Maksim Cvetkov                                                                                | 22'46"9   | Andrejs Rastorgujevs David Komatz                                      | 23'08"5   |
| 12,5 km inseguimento | Maksim Cvetkov                                                 | 31'56"4   | Lars Helge Birkeland                                                                          | 34'00"3   | Anton Babikov                                                          | 34'03"3   |
| Staffetta 4x7,5 km   | Austria Lorenz Wäger Michael Reiter Peter Brunner David Komatz | 1h15'30"3 | Norvegia Kristoffer Skjelvik Vetle Ravnsborg Gurigard Erlend Bjøntegaard Lars Helge Birkeland | 1h16'35"5 | Germania Michael Willeitner Matthias Bischl Benedikt Doll Florian Graf | 1h17'20"3 |

#### Juniores
| Evento               | Oro                  | Tempo   | Argento        | Tempo   | Bronzo         | Tempo   |
| Individuale 15 km    | Rene Zahkna          | 43'23"4 | Ivan Alëchin   | 43'45"1 | Artem Tyščenko | 43'51"2 |
| 10 km sprint         | Raman Jalëtnaŭ       | 24'34"5 | Adam Václavík  | 24'46"2 | Maikol Demetz  | 24'55"9 |
| 12,5 km inseguimento | Aleksandr Povarnicyn | 33'55"7 | Artem Tyščenko | 35'19"8 | Adam Václavík  | 35'41"3 |

### Donne
| Evento             | Oro                                                                   | Tempo     | Argento                                                                 | Tempo     | Bronzo                                                            | Tempo     |
| 15 km individuale  | Audrey Vaillancourt                                                   | 51'33"4   | Nastassja Kalina                                                        | 51'35"5   | Iryna Kryŭko                                                      | 51'43"1   |
| 7,5 km sprint      | Marte Olsbu                                                           | 20'48"2   | Victoria Padial                                                         | 20'49"4   | Jana Bondar                                                       | 20'53"6   |
| 10 km inseguimento | Mona Brorsson                                                         | 32'38"7   | Victoria Padial                                                         | 32'41"9   | Dar'ja Virolajnen                                                 | 32'43"7   |
| Staffetta 4x6 km   | Bielorussia Iryna Kryŭko Ala Talkač Aksana Šymanovič Nastassja Kalina | 1h15'39"3 | Germania Karolin Horchler Annika Knoll Vanessa Hinz Maren Hammerschmidt | 1h16'14"6 | Norvegia Ane Skrove Nossum Hilde Fenne Bente Landheim Marte Olsbu | 1h17'14"4 |

#### Juniores
| Evento              | Oro                  | Tempo   | Argento              | Tempo   | Bronzo          | Tempo   |
| 12,5 km individuale | Anastasija Evsjunina | 36'24"7 | Anastasija Merkušyna | 38'16"3 | Lisa Vittozzi   | 40'17"2 |
| 7,5 km sprint       | Tuuli Tomingas       | 22'13"0 | Svetlana Mironova    | 22'29"2 | Ul'jana Kajševa | 22'35"9 |
| 10 km inseguimento  | Svetlana Mironova    | 33'54"7 | Ul'jana Kajševa      | 34'07"6 | Dunja Zdouc     | 34'13"7 |

### Misti

#### Juniores
| Evento                 | Oro                                                                   | Tempo     | Argento                                                                         | Tempo     | Bronzo                                                           | Tempo     |
| Staffetta 2x6+2x7,5 km | Ucraina Julija Bryhynec' Julija Žuravok Andrij Docenko Artem Tyščenko | 1h14'32"0 | Russia Anastasija Evsjunina Ul'jana Kajševa Ėduard Latypov Aleksandr Povarnicyn | 1h14'46"1 | Estonia Meril Beilmann Tuuli Tomingas Johan Talihärm Rene Zahkna | 1h18'03"9 |

## Medagliere
| Pos.   | Paese       | Oro | Argento | Bronzo | Totale |
| ------ | ----------- | --- | ------- | ------ | ------ |
| 1      | Norvegia    | 2   | 2       | 1      | 5      |
| 2      | Russia      | 1   | 1       | 3      | 5      |
| 3      | Bielorussia | 1   | 1       | 1      | 3      |
| 4      | Lettonia    | 1   | 1       | 0      | 2      |
| 5      | Austria     | 1   | 0       | 0      | 1      |
| 5      | Canada      | 1   | 0       | 0      | 1      |
| 5      | Svezia      | 1   | 0       | 0      | 1      |
| 8      | Germania    | 0   | 2       | 1      | 3      |
| 9      | Spagna      | 0   | 2       | 0      | 2      |
| 10     | Ucraina     | 0   | 0       | 1      | 1      |
| Totale | Totale      | 8   | 8       | 8      | 24     |

### Juniores
| Pos.   | Paese       | Oro | Argento | Bronzo | Totale |
| ------ | ----------- | --- | ------- | ------ | ------ |
| 1      | Russia      | 3   | 4       | 1      | 8      |
| 2      | Estonia     | 2   | 0       | 1      | 3      |
| 3      | Ucraina     | 1   | 2       | 1      | 4      |
| 4      | Bielorussia | 1   | 0       | 0      | 1      |
| 5      | Rep. Ceca   | 0   | 1       | 1      | 2      |
| 6      | Italia      | 0   | 0       | 2      | 2      |
| 7      | Austria     | 0   | 0       | 1      | 1      |
| Totale | Totale      | 6   | 6       | 6      | 18     |